# Aalborg Teater

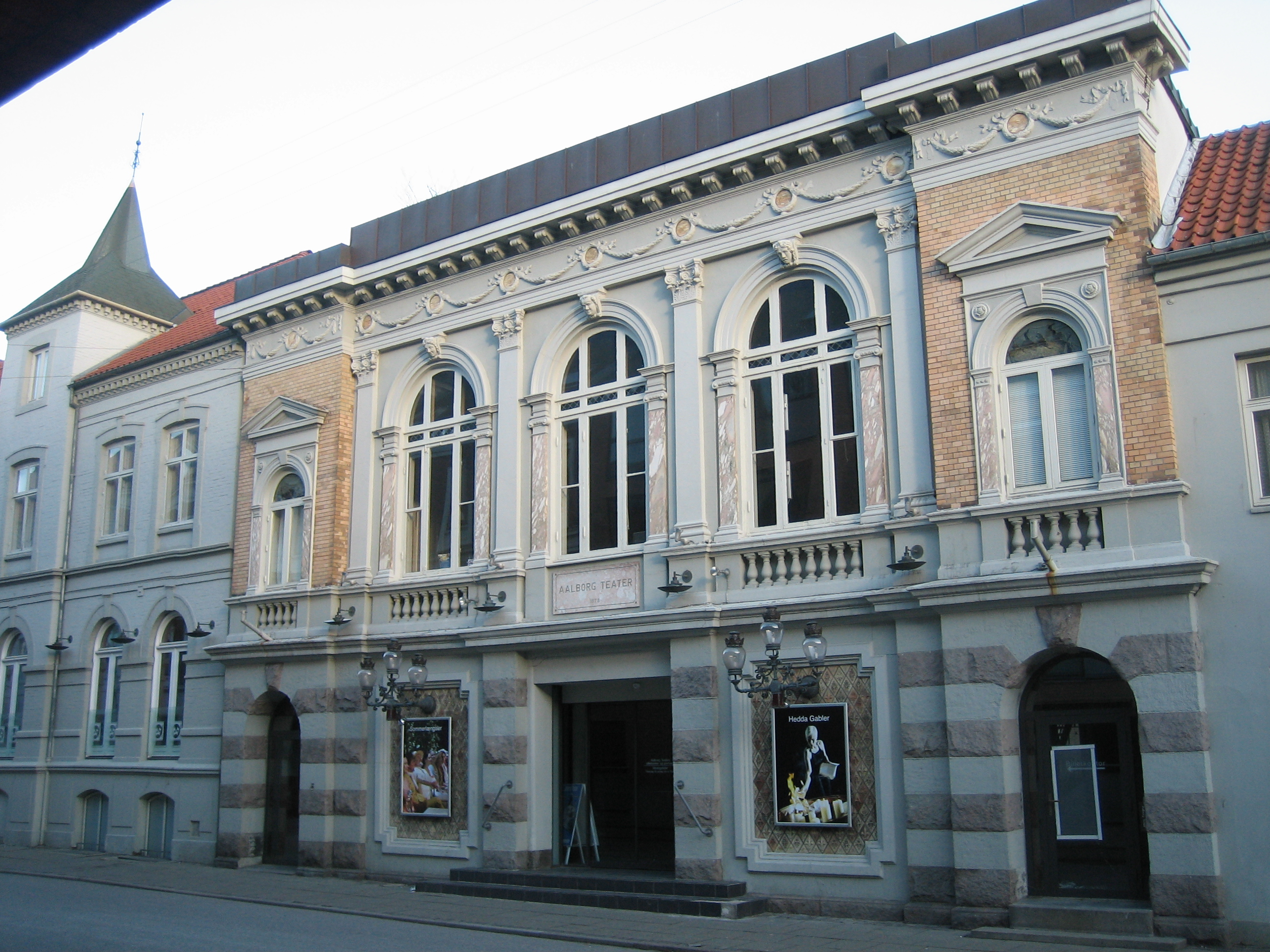
Aalborg Teater.

Aalborg Teater är en teater på Jernbanegade i Ålborg i Danmark. Den har fyra scener, och Stora scenen har plats för 460 åskådare. De övriga scenerna är Lilla scenen, Caféscenen och Transformator.

## Historia
Teatern byggdes 1878, och rymde vid uppförandet nästan 1 100 åskådare, varav en stor del var ståplatser. 1882 köpte teaterdirektören Julius Petersen teatern, och gjorde en stor ombyggnad av den. Efter ombyggnaden rymdes 500 åskådare på parkett och 370 på balkong. Man utvidgade även scenen och installerade fler gaslampor. Gaslamporna byttes mot elektriska 1921.
Den 26 mars 1914, på Julius Petersens födelsedag, skänkte han teatern till Ålborgs stad. Kommunen hyrde ut teatern, och den förste teaterdirektören under kommunen blev Svend Wedel (1915). Han drev inrättningen till 1920, då han inte klarade av hyran, och ersattes av Aarhus Teaters förre chef Jacob Jacobsen, som snart blev partner med skådespelaren Peter Kjær. Kjær tog efterhand över hela ansvaret för teatern, innan ekonomiska svårigheter tvingade honom att lämna teatern 1928. Fram till 1932 drevs teatern av Gerda Christoffersen, och därefter följde en period under vilken Ålborg-borna fick nöja sig med gästspel.
1937 hyrde skådespelaren Jakob Nielsen teatern, och satte den första säsongen upp hela femton premiärer. Inom kort blev skådespelaren Bjarne Forchhammer meddirektör, och de båda fortsatte driften av teatern tills 1940, då den tyska ockupationsmakten övertog den och gjorde om den till en biograf för armén. 
Den 15 september 1945 återinvigdes teatern, nu med status som landsdelsscene. Ny teaterdirektör var Poul Petersen. 1963 fick den delvis statligt stöd, med åtföljande krav om en mångsidig repertoar. Karen Marie Løwert, som var teaterchef mellan 1960 och 1965, lyckades ge scenen en tydlig konstnärlig profil med uppsättningar som Bertolt Brechts Mor Courage och hennes barn (1961) och Den kaukasiska kritcirkeln (1963) samt Eugène Ionescos Le Piéton de l'air (1963). 1968 tog Ebbe Langberg över, och fortsatte i samma ådra med uppsättningar som Bernard da Costas Les Adieux de la Grande-Duchesse med Bodil Udsen och Olaf Ussing, medan Leon Feder, som tog över 1973, året därpå satte upp Spelman på taket med Erik Paaske i huvudrollen.
1985 tog Mogens Pedersen över som teaterchef, och han började sin chefsperiod med tre succéer: Pierre de Beaumarchais Figaros bröllop, Ödön von Horváths Figaro lässt sich scheiden och Leonard Bernsteins operett Candide. Malene Schwartz, som tog över 1994, satte under sin tid som direktör upp flera musikaler. Ny teaterchef från 2011 är Morten Kirkskov.

## Teaterchefer sedan 1915
- 1915-1920 – Svend Wedel
- 1920-1921 – Jacob Jacobsen
- 1921-1922 – Gerda Christophersen (i praktiken)
- 1922-1928 – Peter Kjær
- 1928-1932 – Gerda Christophersen
- 1932-1934 – ingen chef
- 1934-1937 – Otto Jacobsen
- 1937-1940 – Jakob Nielsen och Bjarne Forchhammer
- 1940-1941 – Jakob Nielsen - utan teaterhus, teatern övertagen av tyskarna
- 1941-1945 – ingen teater, teatern övertagen av tyskarna
- 1945-1954 – Poul Petersen
- 1954-1960 – Bjarne Forchhammer
- 1960-1965 – Karen Marie Løwert
- 1965-1968 – Poul Petersen
- 1968-1973 – Ebbe Langberg
- 1973-1981 – Leon Feder
- 1981-1985 – Daniel Bohr
- 1985-1994 – Mogens Pedersen
- 1994-2001 – Malene Schwartz
- 2001-2011 – Geir Sveaass
- 2011- – Morten Kirkskov